# Бойчук, Вадим Александрович
Вадим Александрович (Азинович) Бойчук (7 января 1931, город Николаев, теперь Николаевской области — 18 октября 2000, село Чукаловка Тисменицкого района Ивано-Франковской области) — советский и партийный деятель, председатель Ивано-Франковского облисполкома. Депутат Верховного Совета РСФСР 10-11-го созывов.

## Биография
Окончил Одесский сельскохозяйственный институт.
В 1957 году стал членом КПСС.
В 1954—1970 г. — агроном колхоза; главный агроном инспекции сельского хозяйства Бучацкого районного исполнительного комитета Тернопольской области; директор совхоза «Дружба» Бучацкого района; директор Бучацкого совхоза-техникума.
В 1970—1974 г. — 1-й секретарь Бучацкого районного комитета КПУ Тернопольской области.
В 1974—1979 г. — 1-й заместитель председателя исполнительного комитета Тернопольского областного совета депутатов трудящихся.
В ноябре 1979 — апреле 1990 г. — председатель исполнительного комитета Ивано-Франковского областного совета народных депутатов.
С 1990 года — на пенсии.

## Награды
- орден Знак Почета
- медали